# San Miguel de la Frontera
São Miguel ou San Miguel de la Frontera é a maior cidade do leste de El Salvador. É a capital do departamento de San Miguel.
De acordo com o censo de 2007, a população do município é de 218 410 e da cidade de 158 136 habitantes..